# Sandra Myersová
Sandra Myersová (* 9. ledna 1961) je bývalá španělská atletka, sprinterka.

## Kariéra
Do roku 1987 reprezentovala USA, větších úspěchů však dosáhla v dresu Španělska v následujících letech. V roce 1990 obsadila v běhu na 200 metrů čtvrté místo jak na halovém mistrovství Evropy, tak i na evropském šampionátu pod širým nebem. O rok později vybojovala na světovém halovém šampionátu stříbrnou medaili v běhu na 400 metrů, na mistrovství světa v Tokiu pak ve finále této disciplíny doběhla třetí. Je rovněž dvojnásobnou halovou mistryní Evropy – v roce 1992 na 400 metrů, v roce 1996 na 200 metrů. Osobní rekord v běhu na 400 metrů pochází z roku 1991, kdy zaběhla v hale 50,99, na dráze 49,67.